# Norwegian Reggaeton
Norwegian Reggaeton is een single van de Italiaanse comedy-metalband Nanowar of Steel, afkomstig van de heruitgave van het album Stairway To Valhalla. Het nummer wordt gekenmerkt door de combinatie van reggaeton en metal.

## Achtergrond en beschrijving
Norwegian Reggaeton werd in juli 2019 uitgebracht. Het nummer ging viral op YouTube met in de eerste vijf dagen 800.000 weergaven en 2,8 miljoen in de eerste maand. Anno 2024, ruim vier jaar later, staat de clip op meer dan 14 miljoen weergaven.
In het nummer worden metal en reggaeton gecombineerd. Voor het nummer en de videoclip is samengewerkt met Charly Glamour, zanger van de Spaanse parodieband Gigatron. Het nummer zit vol Noorse verwijzingen, maar is tegelijkertijd grotendeels in het Spaans. In de bridge tussen het tweede en derde refrein zit een geparodieerd stukje/sample uit het nummer Zombie van The Cranberries: in your head, in your head, reggaeton, reggaeton, reggaeton-ton-ton (in plaats van in your head, in your head, zombie, zombie, zombie-ie-ie). Ook is er een verwijzing naar Norwegian Wood te vinden, refererend aan The Beatles, maar dan als eufemisme voor het mannelijk geslachtsdeel (my Norwegian Wood). In het refrein zit de zinsnede a mirar la foca, een in Italië bekende autocorrectie van a mirar la fica (fica betekent daar vagina).

## Videoclip
In de videoclip zitten - naast de beat - diverse verwijzingen naar dingen die geregeld voorkomen in reggaetonclips, zoals (suggestief) dansende dames en intieme dansscènes. Ook zijn er een Pitbull- en Shaggy-imitator (resp. zangers Carlo Alberto Fiaschi en Raffaello Venditti) te zien. De clip werd opgenomen in de Italiaanse deelgemeente Ostia en geregisseerd door Paolo Cellammare.

## Got Talent España
Nanowar of Steel bracht het nummer ten gehore als deelnemer aan de Spaanse tv-show Got Talent España. Twee van de vier juryleden stemden echter nee, waardoor de band niet door mocht naar de volgende ronde. Na het optreden maakte Nanowar of Steel bekend met Norwegian Reggaeton mee te willen doen aan het Eurovisiesongfestival namens Spanje.